# Grevillea iaspicula
Grevillea iaspicula är en tvåhjärtbladig växtart som beskrevs av Mcgill.. Grevillea iaspicula ingår i släktet Grevillea och familjen Proteaceae. Inga underarter finns listade i Catalogue of Life.